# Bockstein (Bayrischzell)
Der Bockstein ist ein 1555 m ü. NHN hoher Gipfel im südlichen Wendelsteingebiet.

## Topographie
Der Bockstein ist ein Vorgipfel des Wendelsteinhauptgipfels und diesem direkt südwestlich vorgelagert, getrennt von diesem durch die Bocksteinscharte.
Sein östlicher Nachbare ist die etwas höhere Lacherspitz, dazwischen liegt der Kessel der Wendelsteinalm.
Der Bockstein hat felsige Flanken nach Nordwesten und zur Alm, dazwischen jedoch eine Wiesenflanke, über die der höchste Punkt auch weglos erreicht werden kann.
Nicht zu verwechseln ist der Bockstein mit seinem Namensvettern in der Nähe oberhalb von Fischbachau.